# Heteromeringia apholis
Heteromeringia apholis är en tvåvingeart som beskrevs av Lonsdale och Marshall 2007. Heteromeringia apholis ingår i släktet Heteromeringia och familjen träflugor. Inga underarter finns listade i Catalogue of Life.